# Ракитянский, Анатолий Дмитриевич
Анато́лий Дми́триевич Ракитя́нский (20 октября 1930, станица Прохладная, Кабардино-Балкарская АССР — 27 ноября 1985, Кемерово) — бригадир проходческой бригады шахты «Северная» (г. Кемерово), Герой Социалистического Труда.

## Биография
Родился в станице Прохладной Кабардино-Балкарской АССР (ныне — город Прохладный, Кабардино-Балкария, Россия). В 1950—1955 годы служил в Советской армии. В 1955 году приехал в Кузбасс, начал работать армировщиком стволов на шахте «Зиминка 1-2» в городе Прокопьевске. С 1956 года и до последнего дня жизни работал на шахте «Северная» в городе Кемерово вначале проходчиком, а с 1957 года бригадиром проходчиков.
Коллектив бригады Ракитянского неоднократно выступал инициатором областных и отраслевых соревнований, освоил ряд прогрессивных технологий. Добившись самой высокой скорости проходки на газоносных пластах Кузбасса, план девятой пятилетки бригада выполнила за 3,5 года. На базе бригады была создана областная школа передового опыта. 7 лет подряд (1973—1980) бригада Ракитянского была победителем соцсоревнований.
Избирался делегатом XXIV съезда КПСС.
Скончался 27 ноября 1985 году в автобусе, который вёз шахтёров после смены в баню.

### Семья
Отец — Дмитрий Ракитянский; мать — Татьяна Самойловна.
Жена (с 1955) — Зоя Константиновна Васильева (р. 1934); дети:
- Ольга (р. 25.12.1956),
- Сергей (р. 1959)[2].

## Награды
- орден Трудового Красного Знамени (1973)
- звание Герой Социалистического Труда (1976)
- орден «Знак Почёта» (1981)
- полный кавалер знака «Шахтёрская слава»
- премия Кузбасса (1976)
- «Заслуженный шахтёр Российской Федерации»
- «Почётный шахтёр СССР».

## Память
С 19 июня 1986 года имя А. Д. Ракитянского носит улица в Кемерово (бывшая Широкая).